# 宋瑋
宋瑋（？—？），成都人，清朝政治人物。举人出身。
康熙五十六年（1717年），擔任清朝廣州府南海縣知縣。后由王錫慶接任。